# Charles Pascal Tolno
Pour les articles homonymes, voir Tolno (homonymie).
Charles Pascal Tolno né le 12 février 1943 à Guéckédou et mort le 2 juillet 2017 à Limoges, est un écrivain et homme politique guinéen. Président du Parti du peuple de Guinée.

## Biographie
Charles Pascal naît le 12 février 1943 à Tamadou dans la préfecture de Guéckédou,, il a fait ses études primaires à Nongoa puis ses études secondaires respectivement à Kankan, Macenta, Kindia et le baccalauréat deuxième partie au lycée Donka à Conakry. Puis c'est fut les études supérieures à l'institut polytechnique de Conakry. Après l'obtention d'une maîtrise de sciences physiques et une maîtrise de mathématiques, il poursuivra des études libres de sciences économiques et politiques.

## Parcours professionnel
Charles est élu en 1989 à Accra au Ghana, premier président de l'association panafricaine des écrivains. Il occupera également des hautes fonctions dans son pays, notamment gouverneur de la ville de Conakry de 1991 à 1992, ministre de l'enseignement supérieur et de la recherche scientifique de 1992 à 1994. Président du parti du peuple de Guinée, il préside également le conseil d'administration de la fondation solidarité,. Président du Parti du peuple de Guinée (PPG) et membre de l'opposition républicaine,,, il a été candidat à l'élection présidentielle du 14 décembre 1998 et l'élection législative du 30 juin 2002,,. Il est décédé le 02 juillet 2017 à Paris en France,.

## Carrière littéraires
Après qu'il revint en 1974 à Conakry pour occuper le poste de directeur de l'école nationale d'administration, s'ouvre à lui la carrière d'écrivain, il publiera alors successivement :
- 1984 : L'épée trahie, publiée aux éditions INP
- 1984 : l'Afrique et l'Asie dans les premier et secondes guerres mondiales, publiée éditions INP
- 1987 : L'apartheid, des origines à nos jours, publiée éditions INP
- 1990 : l'avenir de la Guinée entre les mains des Guinéens, publiée aux éditions INP, Conakry
- 1993 : L'université, une tribune, aux éditions Babylone Paris
- 1994 : Colonialisme et sous développement en Afrique, aux éditions la Cigogne, Lyon, France
- 1994 : La culture et la vie, éditions Tolga, Paris
- 1994 : De Gaulle et la communauté franco-africaine, éditions Tolga, Paris
- 1995 : Vers l'union Africaine, éditions Romaroong, Conakry
- 1995 : Sékou Touré et l'Afrique, éditions la Colombe
- 1998 : le contrat de la démocratie, éditions le Priminfor
- 2009 : Combattre pour le présent et l'avenir, éditions L'Harmattan Guinée
- 2014 : le rendez vous de la violence, republiée chez L'Harmattan Guinée et aussi une version anglaise
- 2010 : transition militaire et élections présidentielles de 2010 en Guinée, l'indépendance piégée, aux éditions l'Harmattan[3],[14].